# Hansi Linderoth
Hansi Kennet Linderoth, född 3 mars 1966 i Västanfors, svensk författare och fotograf. Han debuterade år 2003 med romanen Ixander vid Metasoxl. Han e-publicerar sedan 2002 fortlöpande prosa, essäistik, poesi och fotografi.